# Copa Espírito Santo de Futebol de 2012
A Copa Espírito Santo de 2012, também chamada de Copa ES foi a 10ª edição do segundo torneio mais importante do estado do Espírito Santo. A disputa ocorreu entre 4 de agosto e 17 de novembro com a participação de onze equipes. Inicialmente, a disputa teria doze equipes, mas o Estrela do Norte desistiu da disputa após a realização do sorteio dos grupos. A equipe campeã foi a Desportiva Ferroviária que conquistou seu segundo título da competição (já havia sagrado-se campeã em 2008), sendo automaticamente classificada à Copa do Brasil 2013.

## Regulamento
A Copa Espírito Santo 2012 foi disputada por onze clubes em quatro fases: Primeira Fase, Quartas-de-final, Semifinais e Final.

### Primeira Fase
Na Primeira Fase, as onze equipes participantes são divididas em dois grupos, denominados de A e B, no qual as equipes enfrentam-se entre si em turno e returno. Classificam-se às Quartas-de-final as quatro equipes mais bem colocadas em cada grupo.

### Quartas-de-final
Nas Quartas-de-final, as oito equipes classificadas enfrentam-se em sistema eliminatória em partidas de ida e volta, classificando-se para as Semifinais os vencedores de cada confronto.

### Semifinais
Nas Semifinais, as quatro equipes classificadas enfrentam-se em sistema eliminatória em partidas de ida e volta, classificando-se para a Final os vencedores de cada confronto.

### Final
Na Final, as duas equipes classificadas enfrentam-se em partidas de ida e volta, sendo declarado campeão o vencedor do confronto.

### Critérios de desempate
Em caso de empate por pontos entre dois clubes, os critérios de desempate serão aplicados na seguinte ordem:
1. Número de vitórias
2. Saldo de gols
3. Gols marcados
4. Confronto direto
5. Número de cartões vermelhos
6. Número de cartões amarelos
7. Maior aproveitamento
8. Sorteio

## Participantes
| Equipe        | Cidade       | Em 2011        | Estádio                    | Capacidade | Títulos         |
| ------------- | ------------ | -------------- | -------------------------- | ---------- | --------------- |
| Desportiva    | Cariacica    | 2º             | Engenheiro Araripe         | 7 500      | 1 (2008)        |
| ESSE          | Colatina     | 10º            | Justiniano de Melo e Silva | 4 000      | 0 (não possui)  |
| GEL           | Serra        | Não participou | Robertão                   | 3 000      | 0 (não possui)  |
| Linhares      | Linhares     | 8º             | Joaquim Calmon             | 2 000      | 0 (não possui)  |
| Real Noroeste | Águia Branca | Campeão        | José Olímpio da Rocha      | 3 100      | 1 (2011)        |
| Rio Branco-ES | Vitória      | 3º             | Salvador Costa             | 7 500      | 0 (não possui)  |
| São Mateus    | São Mateus   | Não participou | Sernamby                   | 4 500      | 0 (não possui)  |
| Serra         | Serra        | 9º             | Robertão                   | 3 000      | 0 (não possui)  |
| Tupy          | Vila Velha   | Não participou | Gil Bernardes              | 13 410     | 0 (não possui)  |
| Vilavelhense  | Vila Velha   | 6º             | Gil Bernardes              | 13 410     | 1 (2006)        |
| Vitória       | Vitória      | 4°             | Salvador Costa             | 2 400      | 2 (2009 e 2010) |

## Sorteio
O sorteio foi realizando fazendo uma divisão das equipes entre os potes 1 e 2 de acordo com sua classificação no Campeonato Capixaba de Futebol de 2012.
| Rio Branco Vitória São Mateus Linhares Real Noroeste Serra | Desportiva Estrela do Norte Tupy Vilavelhense GEL ESSE |

A FES estipulou que em cada grupo haveria 3 equipes de cada pote. Após a realização do sorteio, os grupos ficaram assim definidos:
| Rio Branco Estrela do Norte* Linhares Vilavelhense GEL ESSE | Desportiva Vitória São Mateus Tupy Real Noroeste Serra |

- A Estrela do Norte desistiu da competição após a realização do sorteio. Como consequência, ela foi retirada do Grupo A, e esse grupo ficou com 5 equipes.

## Primeira Fase
As partidas da primeira fase foram disputadas entre 4 de agosto e 4 de outubro. As quatro melhores equipes de cada grupo avançaram para a fase final, totalizando 8 classificados.
|  |                                    |
|  | Equipes Classificados à fase final |
|  | Equipes eliminadas                 |

Grupo A
| 1 | Rio Branco   | 22 | 8 | 7 | 1 | 0 | 17 | 7  | 10 |
| 2 | ESSE         | 11 | 8 | 3 | 2 | 3 | 9  | 9  | 0  |
| 3 | Vilavelhense | 9  | 8 | 3 | 0 | 5 | 7  | 12 | -5 |
| 4 | Linhares     | 8  | 8 | 2 | 2 | 4 | 10 | 11 | -1 |
| 5 | GEL          | 7  | 8 | 2 | 1 | 5 | 6  | 10 | -4 |

Grupo B
| 1 | Serra         | 17 | 10 | 4 | 5 | 1 | 13 | 10 | 3  |
| 2 | Desportiva    | 15 | 10 | 4 | 3 | 3 | 13 | 10 | 3  |
| 3 | São Mateus    | 13 | 10 | 4 | 1 | 5 | 14 | 15 | -1 |
| 4 | Tupy          | 12 | 10 | 3 | 3 | 4 | 11 | 11 | 0  |
| 5 | Real Noroeste | 12 | 10 | 2 | 6 | 2 | 7  | 10 | -3 |
| 6 | Vitória       | 10 | 10 | 2 | 4 | 4 | 7  | 11 | -4 |

### Jogos da Primeira Fase
Para ler a tabela, a linha horizontal representa os jogos da equipe como mandante. A coluna vertical indica os jogos da equipe como visitante.
Grupo A
|              | ESS | GEL | LIN | RBR | VIL |
| ------------ | --- | --- | --- | --- | --- |
| ESSE         | —   | 0-1 | 3-1 | 2-0 | 1-0 |
| GEL          | 0-1 | —   | 2-2 | 0-2 | 0-1 |
| Linhares     | 0-0 | 3-0 | —   | 2-3 | 0-1 |
| Rio Branco   | 3-1 | 1-0 | 2-1 | —   | 2-0 |
| Vilavelhense | 3-2 | 0-3 | 0-1 | 2-3 | —   |

Grupo B
|               | DES | RNO | SMT | SER | TUP | VIT |
| ------------- | --- | --- | --- | --- | --- | --- |
| Desportiva    | —   | 0-0 | 2-1 | 2-2 | 0-2 | 3-1 |
| Real Noroeste | 1-0 | —   | 1-3 | 0-0 | 1-0 | 1-1 |
| São Mateus    | 1-3 | 3-0 | —   | 1-2 | 2-1 | 1-1 |
| Serra         | 1-1 | 0-0 | 1-0 | —   | 3-4 | 2-1 |
| Tupy          | 1-0 | 1-1 | 1-2 | 1-1 | —   | 0-1 |
| Vitória       | 0-2 | 2-2 | 3-0 | 0-1 | 0-0 | —   |

### Desempenho por rodada
Grupo A
Clubes que lideraram o Grupo A ao final de cada rodada:
| Rodadas | Rodadas | Rodadas | Rodadas | Rodadas | Rodadas | Rodadas | Rodadas | Rodadas | Rodadas |
| ------- | ------- | ------- | ------- | ------- | ------- | ------- | ------- | ------- | ------- |
| 1       | 2       | 3       | 4       | 5       | 6       | 7       | 8       | 9       | 10      |
| LIN     | RBR     | LIN     | RBR     | RBR     | RBR     | RBR     | RBR     | RBR     | RBR     |

Clubes que ficaram na última posição do Grupo A ao final de cada rodada:
| Rodadas | Rodadas | Rodadas | Rodadas | Rodadas | Rodadas | Rodadas | Rodadas | Rodadas | Rodadas |
| ------- | ------- | ------- | ------- | ------- | ------- | ------- | ------- | ------- | ------- |
| 1       | 2       | 3       | 4       | 5       | 6       | 7       | 8       | 9       | 10      |
| VIL     | VIL     | GEL     | GEL     | GEL     | GEL     | GEL     | GEL     | GEL     | GEL     |

Grupo B
Clubes que lideraram o Grupo B ao final de cada rodada:
| Rodadas | Rodadas | Rodadas | Rodadas | Rodadas | Rodadas | Rodadas | Rodadas | Rodadas | Rodadas |
| ------- | ------- | ------- | ------- | ------- | ------- | ------- | ------- | ------- | ------- |
| 1       | 2       | 3       | 4       | 5       | 6       | 7       | 8       | 9       | 10      |
| SMT     | VIT     | SER     | SER     | SER     | SER     | SER     | SER     | SER     | SER     |

Clubes que ficaram na última posição do Grupo B ao final de cada rodada:
| Rodadas | Rodadas | Rodadas | Rodadas | Rodadas | Rodadas | Rodadas | Rodadas | Rodadas | Rodadas |
| ------- | ------- | ------- | ------- | ------- | ------- | ------- | ------- | ------- | ------- |
| 1       | 2       | 3       | 4       | 5       | 6       | 7       | 8       | 9       | 10      |
| RNO     | DES     | SMT     | SMT     | VIT     | VIT     | VIT     | VIT     | TUP     | VIT     |

## Fase final
|  | Quartas-de-final | Quartas-de-final | Quartas-de-final | Quartas-de-final |   |            | Semifinais                    | Semifinais                    | Semifinais                    | Semifinais                    |  |            | Final                           | Final                           | Final                           | Final                           |  |  |
|  |                  |                  |                  |                  |   |            | 27 de outubro a 3 de novembro | 27 de outubro a 3 de novembro | 27 de outubro a 3 de novembro | 27 de outubro a 3 de novembro |  |            | 10 de novembro e 17 de novembro | 10 de novembro e 17 de novembro | 10 de novembro e 17 de novembro | 10 de novembro e 17 de novembro |  |  |
|  |                  |                  |                  |                  |   |            |                               |                               |                               |                               |  |            |                                 |                                 |                                 |                                 |  |  |
|  | Rio Branco       | 0                | 3                | 3                |   |            |                               |                               |                               |                               |  |            |                                 |                                 |                                 |                                 |  |  |
|  | Tupy             | 1                | 1                | 2                |   |            |                               |                               |                               |                               |  |            |                                 |                                 |                                 |                                 |  |  |
|  | Tupy             | 1                | 1                | 2                |   | Rio Branco | 2                             | 1                             | 3                             |                               |  |            |                                 |                                 |                                 |                                 |  |  |
|  |                  |                  |                  |                  |   | Rio Branco | 2                             | 1                             | 3                             |                               |  |            |                                 |                                 |                                 |                                 |  |  |
|  |                  | São Mateus       | 2                | 0                | 2 |            |                               |                               |                               |                               |  |            |                                 |                                 |                                 |                                 |  |  |
|  | ESSE             | São Mateus       | 2                | 0                | 2 | 0          | 1                             | 1                             |                               |                               |  |            |                                 |                                 |                                 |                                 |  |  |
|  | ESSE             |                  |                  |                  |   | 0          | 1                             | 1                             |                               |                               |  |            |                                 |                                 |                                 |                                 |  |  |
|  | São Mateus       | 2                | 0                | 2                |   |            |                               |                               |                               |                               |  |            |                                 |                                 |                                 |                                 |  |  |
|  | São Mateus       | 2                | 0                | 2                |   |            |                               |                               |                               |                               |  | Rio Branco | 0                               | 1                               | 1                               |                                 |  |  |
|  |                  |                  |                  |                  |   |            |                               |                               |                               |                               |  | Rio Branco | 0                               | 1                               | 1                               |                                 |  |  |
|  |                  | Desportiva       | 2                | 2                | 4 |            |                               |                               |                               |                               |  |            |                                 |                                 |                                 |                                 |  |  |
|  | Serra            | Desportiva       | 2                | 2                | 4 | 3          | 2                             | 5                             |                               |                               |  |            |                                 |                                 |                                 |                                 |  |  |
|  | Serra            |                  |                  |                  |   | 3          | 2                             | 5                             |                               |                               |  |            |                                 |                                 |                                 |                                 |  |  |
|  | Linhares         | 0                | 1                | 1                |   |            |                               |                               |                               |                               |  |            |                                 |                                 |                                 |                                 |  |  |
|  | Linhares         | 0                | 1                | 1                |   | Serra      | 1                             | 0                             | 1                             |                               |  |            |                                 |                                 |                                 |                                 |  |  |
|  |                  |                  |                  |                  |   | Serra      | 1                             | 0                             | 1                             |                               |  |            |                                 |                                 |                                 |                                 |  |  |
|  |                  | Desportiva       | 1                | 1                | 2 |            |                               |                               |                               |                               |  |            |                                 |                                 |                                 |                                 |  |  |
|  | Desportiva       | Desportiva       | 1                | 1                | 2 | 1          | 2                             | 3                             |                               |                               |  |            |                                 |                                 |                                 |                                 |  |  |
|  | Desportiva       |                  |                  |                  |   | 1          | 2                             | 3                             |                               |                               |  |            |                                 |                                 |                                 |                                 |  |  |
|  | Vilavelhense     | 0                | 0                | 0                |   |            |                               |                               |                               |                               |  |            |                                 |                                 |                                 |                                 |  |  |

### Final
Jogo de ida
| 10 de novembro | Desportiva                 | 2 - 0     | Rio Branco-ES | Engenheiro Araripe, Cariacica                     |
| 15:00 (UTC-3)  | Hércules 15' · David 31' · | Relatório |               | Público: 3,440 Árbitro: BRA Felipe Duarte Varejão |

Jogo de volta
| 17 de novembro | Rio Branco-ES | 1 - 2     | Desportiva                  | Salvador Costa, Vitória                        |
| 15:00 (UTC-3)  | Willy 64' ·   | Relatório | Hércules 57' · Flávio 66' · | Público: 3,000 Árbitro: BRA Marcos André Gomes |

## Maiores públicos
Esses são os dez maiores públicos da Copa ES 2012:
| Nº | Público[i] | Mandante      | Placar | Visitante     | Estádio            | Data           | Fase             |
| -- | ---------- | ------------- | ------ | ------------- | ------------------ | -------------- | ---------------- |
| 1  | 3440       | Desportiva    | 2–0    | Rio Branco-ES | Engenheiro Araripe | 10 de novembro | Final            |
| 2  | 3000       | Rio Branco-ES | 2–0    | Desportiva    | Salvador Costa     | 17 de novembro | Final            |
| 3  | 1329       | Rio Branco-ES | 1–0    | São Mateus    | Salvador Costa     | 3 de novembro  | Semifinais       |
| 4  | 1060       | São Mateus    | 2–2    | Rio Branco-ES | Sernamby           | 27 de outubro  | Semifinais       |
| 5  | 1000       | Serra         | 0–1    | Desportiva    | Robertão           | 3 de novembro  | Semifinais       |
| 6  | 777        | Rio Branco-ES | 3–1    | Tupy          | Salvador Costa     | 20 de outubro  | Quartas-de-final |
| 7  | 737        | Desportiva    | 1–1    | Serra         | Engenheiro Araripe | 27 de outubro  | Semifinais       |
| 8  | 723        | Serra         | 1–1    | Desportiva    | Robertão           | 8 de setembro  | 1ª fase          |
| 9  | 625        | Tupy          | 1–0    | Rio Branco-ES | Gil Bernardes      | 14 de outubro  | Quartas-de-final |
| 10 | 442        | Serra         | 2–1    | Linhares      | Robertão           | 20 de outubro  | Quartas-de-final |

- i. ^ Considera-se apenas o público pagante

## Premiação
| Copa Espírito Santo de Futebol 2012 |
| Cariacica.                          |
| ----------------------------------- |
| Desportiva Campeão (2° título)      |

### Seleção do campeonato
Em 20 de novembro a FES divulgou a seleção da Copa Espírito Santo de 2012. Como campeão, a Desportiva é o clube com mais representates na lista, com seis jogadores (destacados em negrito):
Goleiro
- Felipe (Desportiva)

Defensores
- Renato (Desportiva)
- Aírton (Desportiva)
- Fabiano (São Mateus)
- Tony (Desportiva)

Meio-campistas
- Carlos Alberto (Desportiva)
- Ramón (Rio Branco)
- Rickson (GEL)
- Léo Oliveira (Desportiva)

Atacantes
- Willy (Rio Branco)
- Flávio (Vitória)

Técnico
- Erich Bonfim (Rio Branco)

### Outros prêmios
Craque da Copa ES
- Carlos Vítor (Desportiva)

Jogador revelação
- Weltinho (Tupy)

Melhor Árbitro
- Pablo Alves

Melhor Assistente
- Fabiano Ramires

## Artilharia
Abaixo, a lista de artilheiros da Copa Espírito Santo de Futebol de 2012:
| 9 gols (2) - Diego (Rio Branco) - Willy (Rio Branco) 6 gols (1) - Robinho (Serra) 5 gols (1) - Kiko (São Mateus) 4 gols (4) - Hércules (Desportiva) - Ricardo Paraíba (Desportiva) - Weltinho (Tupy) - Flávio (Vitória) 3 gols (5) - Carlos Vítor (Desportiva) - Zé Augusto (Linhares) - Erivelton (São Mateus) - Marcinho (São Mateus) - Badinho (Serra) 2 gols (16) - Alves (Desportiva) - Guga (ESSE) - Mateus Felipe (ESSE) - Ronan (ESSE) - Rafael Vitor (GEL) - Douglas (Linhares) - Danilo Freire (Real Noroeste) - Victor Juffo (Rio Branco) - Pelé (São Mateus) - Ronicley (Serra) - Paulo Araújo (Serra) - Diogo (Tupy) - Faioli (Tupy) | 2 gols (continuação) - Richard (Tupy) - Luciano Beré (Vilavelhense) - Amaral (Vilavelhense) 1 gol (49) - Flávio Santos (Desportiva) - David (Desportiva) - Sorriso (Desportiva) - Pablo (Desportiva) - Parley (ESSE) - Chiquinho (ESSE) - Samuel (ESSE) - Raí (ESSE) - Jaílton (GEL) - José Augusto Gomes (GEL) - Édipo (GEL) - Sassá (Linhares) - Bombom (Linhares) - Diego Brum (Linhares) - Vágner (Linhares) - Gagay (Linhares) - Vitinho (Real Noroeste) - Bruno Alves (Real Noroeste) - Washington (Real Noroeste) - Manu (Real Noroeste) - Pedrinho (Real Noroeste) - Leandro (Rio Branco) - Hítalo (Rio Branco) - Camilo (Rio Branco) - Hycaro (Rio Branco) | 1 gol (continuação) - Thiago Carioca (São Mateus) - Jefinho (São Mateus) - Wander (São Mateus) - Dênis (São Mateus) - Jean (São Mateus) - Ciélio (Serra) - Jeanderson (Serra) - Gil Baiano (Serra) - Magalhães (Serra) - Juca (Serra) - George (Serra) - Marcelo (Tupy) - Nai (Tupy) - Luciano (Tupy) - Regilson (Vilavelhense) - Emelec (Vilavelhense) - Moisés (Vilavelhense) - Leandro (Vilavelhense) - Nem (Vitória) - Zanini (Vitória) - Ernandes (Vitória) - Hélder (Vitória) - Bruno Augusto (Vitória) - Luciano (Vitória) Gols-contra (2) - Maxsuel (GEL, para o Linhares) - Thadeu (Vilavelhense, para o GEL) |